# 에어록

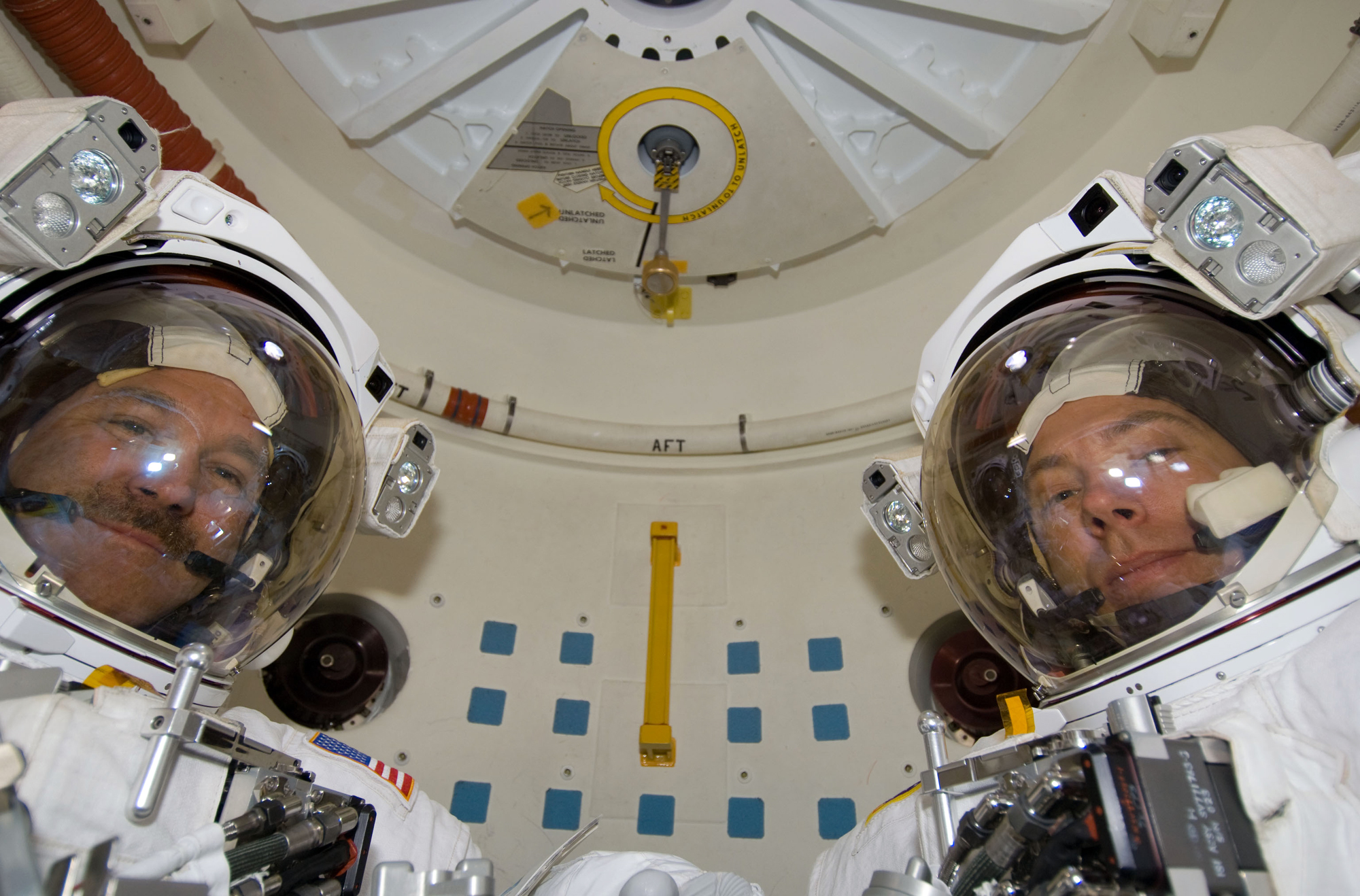
우주왕복선의 에어록

에어록(airlock), 기갑(氣閘), 공기 로크, 에어 로크는 서로 다른 대기압이나 구성의 환경 사이의 통과를 허용하면서 서로 다른 환경 사이의 압력이나 구성의 변화를 최소화하는 방 또는 구획이다. "Airlock"은 때때로 air-lock 또는 air lock으로 쓰이거나 줄여서 lock으로 표기하기도 한다.
에어록은 일반적으로 직렬로 배열되어 동시에 열리지 않는 두 개의 밀폐된 문 또는 개구부가 있는 챔버로 구성된다. 에어록은 발효에 사용되는 것과 같은 소규모 메커니즘일 수도 있고 종종 대기실 형태를 취하는 더 큰 메커니즘일 수도 있다.
잠수함과 같은 압력 용기의 대기 환경과 외부 수중 환경 사이의 통로를 허용하기 위해 수중에서도 에어록을 사용할 수 있다. 그러한 경우 에어록에는 공기나 물이 포함될 수 있다. 이를 침수형 에어록 또는 수중 에어록이라고 하며, 잠수정 선박이나 수중 서식지에 물이 들어가는 것을 방지하는 데 사용된다.